# 欽ちゃん&香取慎吾の全日本仮装大賞の作品一覧 (81回 - 90回)
萩本欽一(欽ちゃん)と香取慎吾(元SMAP)が司会を務める『欽ちゃん&香取慎吾の全日本仮装大賞』の第81回から第90回までの概要と作品の一覧。

## 第81回
欽ちゃん&香取慎吾の第81回全日本仮装大賞
- 放送日 - 2009年1月8日(木)19:00 - 20:54
- 収録日 - 2008年12月28日(日)
- 会場 - 東京・JCBホール
- ナレーター(仮装) - 堀敏彦(闘牛)
- 欽ちゃん&香取慎吾の仮装 - スペインのマタドール
- 審査員
  - 太田雄貴
  - 小倉優子
  - 茂木健一郎
  - エド・はるみ
  - 片岡鶴太郎

作品について
- 応募総数 - 5828組
- 出場 - 36組
- 合格 - 28組
- 満点 - 3組
- 合格率 - 77.78%
- 満点率 - 8.33%

- 合格点 - 20点満点中12点以上
- 最高点 - 20点
- 最低点 - 6点
- 平均点 - 13.47点

| No. | 作品                       |   | 点数 | 賞             | 備考 |
| --- | -------------------------- | - | ---- | -------------- | --- |
| 1   | ボクたちのお年玉           | ○ | 15点 |                | お金に扮した兄弟が、世界のナベアツの「3の倍数と3がつく数字のときだけアホになる」ギャグで、お年玉を数える |
| 2   | 不死身の闘牛士             | ○ | 12点 |                | 牛に扮した演者が、倒れない闘牛士の人形と対決する。 |
| 3   | ピロピロ笛で遊ぼう         | ○ | 15点 |                | |
| 4   | お花が咲いたよ             | ○ | 12点 |                | 出演:西村知美と西尾拓美夫妻とその長女 |
| 5   | 世界のクギ                 |   | 06点 |                | 釘が世界のナベアツのギャグをしながら打ちつけられ、「3!」でアントニオ猪木に変身する |
| 6   | ストッキングでスポーツ     | ○ | 12点 |                | ストッキングを使っていろいろなスポーツを表現 |
| 7   | 謝罪会見                   | ○ | 12点 |                | 手で障子紙を突き破ることで、カメラのフラッシュと音を再現 |
| 8   | スーパーマリオ             | ○ | 20点 | 準優勝         | |
| 9   | 目でGO!                    | ○ | 14点 |                | 第58,85回優勝組 |
| 10  | てんとう虫                 | ○ | 14点 |                | テントウムシが羽化してから、大空へ飛び立つさまをリアルに再現。13点からトーク中に+1点 |
| 11  | Tシャツで遊ぼう            | ○ | 16点 |                | |
| 12  | レレレのおじさん           |   | 10点 |                | |
| 13  | 都会のETC 田舎のETC        | ○ | 16点 | ユーモア賞     | |
| 14  | ビリーズ・ブートキャンプ   |   | 11点 |                | |
| 15  | うちの晩ごはん             | ○ | 13点 |                | 台湾からの出場 |
| 16  | 101匹猫ちゃん              |   | 08点 |                | 出演:猫ひろし |
| 17  | 海の中のポニョ             | ○ | 20点 | 優勝           | |
| 18  | 赤ずきんちゃん             | ○ | 13点 |                | |
| 19  | チャンネル争い             | ○ | 18点 |                | 体の半分に異なる衣装を身に着けそれを交互にみせることで、チャンネルが次々と切り替わる様子を表現。ラストは仮装大賞の番組画面に切り替わる。                                                                    |
| 20  | 鴨鍋                       | ○ | 16点 |                | 鴨に扮したおじさんが鴨鍋を作り、最後は自分自身が鍋に入り天国へと昇っていく。 |
| 21  | 夜汽車の窓                 | ○ | 19点 | ファンタジー賞 | 14点からトーク中に+5点(後述) |
| 22  | 目覚まし時計               | ○ | 13点 |                | 時計の針に扮した息子が鉄棒の前回りで、目覚まし時計を表現。最後に「うちのオヤジ」と言うと、ベルに扮した父親が登場する。                                                                                      |
| 23  | いろんな目                 | ○ | 17点 | 演技賞         | |
| 24  | 篤姫様のお輿入れ           | ○ | 15点 |                | 篤姫役の女性が180度開脚を、逆さにひっくり返すと籠に変身する体力仮装。篤姫役の女性が籠に扮している時に「苦しゅうない」と言っていたが、インタビュー時に欽ちゃんは「苦しそうだよ」とツッコまれた。第78回優勝組 |
| 25  | カチカチ山の狸             | ○ | 12点 |                | |
| 26  | 崖の上のポニョ             |   | 10点 |                | 出演:勝俣州和 |
| 27  | 夜空の動物たち             | ○ | 12点 |                | 黒タイツの人間が重なりあうことで、動物の星座を表現。 |
| 28  | ダンボールハウス           |   | 09点 |                | |
| 29  | 殿中でござる               | ○ | 13点 |                | 着物を着た子供たちが重なりあうことで、忠臣蔵の「松之大廊下事件」のシーンを再現。 |
| 30  | 京都大好き                 |   | 10点 |                | 赤い着物を着た女の子が、大文字焼きを表現。 |
| 31  | シンクロナイズドスイミング | ○ | 16点 |                | 上半身役と下半身役に分かれて、床に置いた鏡で反射させることでシンクロナイズドスイミングを表現。14点からトーク中に+2点                                                                                        |
| 32  | エサを運ぶアリ             | ○ | 14点 | アイデア賞     | |
| 33  | ミイラの新体操             | ○ | 20点 | 技術賞         | 18点からトーク中に+2点(後述) 出演:梶原比出樹チーム |
| 34  | 赤でいろいろ               | ○ | 14点 |                | 闘牛のBGMに合わせて、赤いものを表現。名物「いろんな〇〇シリーズ」の一時休止最後の作品であり、このシリーズの中では最も点数の低い作品                                                                         |
| 35  | 嵐の海                     | ○ | 12点 |                | 船に扮した少年が、雲梯をすることで嵐の海を表現。 |
| 36  | ワインで乾杯!              |   | 06点 |                | 出演:髭男爵・佐藤唯 佐藤がブドウ役の髭男爵についている紙風船を踏みつぶしてワインが出来上がるさまを表現。 |

優勝 - 17番 海の中のポニョ
新体操で『崖の上のポニョ』を表現。最後には巨大なパラバルーンを使って巨大なポニョを表現した。第59回32番・優勝「海のファンタジー・クラゲ」に酷似。
準優勝 - 8番 スーパーマリオ
スーパーマリオのゲーム画面からマリオとクッパが飛び出し、オリジナルのストーリーを繰り広げる。音楽は『スーパーマリオブラザーズ』及び『スーパーマリオブラザーズ2』の地上ステージと『スーパーマリオワールド』の水中ステージを使用。
ファンタジー賞 - 21番 夜汽車の窓
紙芝居の要素を巧みに取り入れ、夜汽車からの車窓を叙情的に表現。BGMはイルカの「なごり雪」。演技後のトーク中に演者の男性がプロポーズ、一緒にいた女性はこれを承諾、得点も14点から19点に。出場者にも祝福された。
技術賞 - 33番 ミイラの新体操
ミイラが包帯でリボン、骨でリングなどで新体操をする。最多優勝チームによる作品。演技終了直後は18点であったが、インタビュー中に茂木健一郎と小倉優子が1点ずつ追加し20点満点を獲得。
演技賞 - 23番 いろんな目
目に扮した女性が様々な動作を用いて目に関する慣用句をユーモラスに表現(目がダンスを踊って「目が躍る」、目が釘打ちをして「目が釘付け」etc)。第70回20番「目は口ほどに物を言い」に酷似。
ユーモア賞 - 13番 都会のETC 田舎のETC
腹筋運動の要領でETCのバーの開閉を表現。バー役の人達が苦しむ様子が会場の人々を爆笑させた。インタビュー時に何故かバー役の人数が増えた。彼ら曰く「予備」。
アイデア賞 - 32番 エサを運ぶアリ
10匹のアリがエサを運ぶ様子をSMAPの『ありがとう』(蟻が10)にのせて表現。15点満点制だった第1回を除き史上最も低い点数で受賞を果たした作品。
- その他備考
  - 審査方法が見直され、審査員が10人から5人になり、1人あたりの持ち点が2点から4点に変更される。また、合格が従来の20点満点中15点以上から12点以上に引き下げられる。また、得点の上昇も規則性から不規則性になる。
  - 第80回から引き続き登場した小倉優子を除く4名の審査員はこの回が初登場であり、番組としての刷新感が強められた。
  - オープニングではボストンレッドソックス・松坂大輔投手の応援メッセージが放送され、番組内でサインボールがプレゼントされた。
  - 15番「うちの晩ごはん」は台湾からの参加。海外からの参加は第67回22番「台湾式飲茶」以来7年ぶり。
  - 前の第78-80回と比べて20点満点が3組のみと一気に少なくなった。
  - 全作品終了後の合格作品紹介と第3位の表彰が省略される。
  - この回から第89回まで努力賞が廃止される。
  - 従来通り15点以上が合格のルールならば、合格13組、不合格23組、合格率36.11%で、合格者数・合格率ともに番組史上最低の回となって審査が非常に厳しく、第10回以来26年ぶりに不合格者数が合格者数を上回る事態となるはずだった。また、アイデア賞を受賞した32番「エサを運ぶアリ」が不合格となっていた。
  - エスコートガールは中川知映、伊勢真弓ほか。

## 第82回
欽ちゃん&香取慎吾の第82回全日本仮装大賞
- 放送日 - 2009年5月5日(火)19:58 - 21:54
- 収録日 - 2009年4月26日(日)
- 会場 - 東京・JCBホール
- ナレーター(仮装) - 堀敏彦(こいのぼり)
- 欽ちゃん&香取慎吾の仮装 - WBCの日本代表（欽ちゃんは松坂大輔、香取慎吾は鈴木一朗）
- 審査員
  - 荻原健司
  - 小倉優子
  - 哀川翔
  - 高畑淳子
  - 片岡鶴太郎

作品について
- 応募総数 - 3512組
- 出場 - 29組
- 合格 - 27組
- 満点 - 4組
- 合格率 - 93.10%
- 満点率 - 13.79%

- 合格点 - 20点満点中12点以上
- 最高点 - 20点
- 最低点 - 11点
- 平均点 - 16.14点

| No. | 作品                                     |   | 点数 | 賞             | 備考 |
| --- | ---------------------------------------- | - | ---- | -------------- | --- |
| 1   | カツオの一本釣り                         | ○ | 15点 |                | 子供たちがスリッパを後方に飛ばして、カツオが釣れるさまを表現。                                                                       |
| 2   | 楽しいキャラ弁                           | ○ | 17点 |                | 3人兄妹が様々なキャラ弁を表現。最後は機関車のキャラ弁となり、コック帽を煙に見立てて走り出す。                                        |
| 3   | しっぽでミュージカル                     | ○ | 15点 |                | |
| 4   | 110mハードル決勝                         | ○ | 20点 | 第3位          | |
| 5   | 「ろくろ」で夫婦茶碗                     | ○ | 14点 |                | 出演:くわばたりえとその実父 |
| 6   | 届かない夢                               | ○ | 18点 | アイデア賞     | |
| 7   | 回転寿司                                 | ○ | 15点 |                | |
| 8   | 回転寿司                                 | ○ | 17点 |                | レール役の子供たちが円形に並び、ころの原理で回転ずしを表現。                                                                         |
| 9   | キスマークでいろいろ                     | ○ | 20点 | ファンタジー賞 | 19点からトーク中に+1点 |
| 10  | 波乗り少女                               | ○ | 16点 |                | |
| 11  | 日焼けマシーン                           | ○ | 12点 |                | 出演:ザブングル&山本高広 |
| 12  | 打ち上げ花火                             | ○ | 16点 |                | 紙鉄砲の音で、花火の音を表現。 |
| 13  | 名古屋娘の大好物                         | ○ | 12点 |                | |
| 14  | 天才たちの顔                             | ○ | 19点 |                | |
| 15  | 腹ペコのカメレオン                       |   | 11点 |                | 出演:勝俣州和 |
| 16  | サッカーの特訓                           | ○ | 16点 |                | サッカーボールに扮した父親が腕立て伏せや、腹筋運動をすることで、サッカーの特訓を再現。第53回21番・優勝「ドリブル」と似た系統の作品。 |
| 17  | たんぽぽ                                 | ○ | 20点 | 準優勝         | |
| 18  | くちびるでGO!                            | ○ | 15点 |                | 第58,85回優勝組 |
| 19  | タコのあばれ太鼓                         | ○ | 16点 |                | 15点からトーク中に+1点 |
| 20  | 飛び板飛び込み                           |   | 11点 |                | |
| 21  | 負けたらおんぶ                           | ○ | 17点 |                | 末っ子の女の子が、まるで家族3人を背負っているかのように見せたトリック作品。第86回優勝組                                              |
| 22  | 赤ちゃん                                 | ○ | 16点 |                | 一人で赤ちゃんとあやす母親を表現。                                                                                                   |
| 23  | ターミネーター2                          | ○ | 17点 |                | グレーの布をつかってターミネーターがマンホールから現れるシーンを表現。                                                               |
| 24  | ロケット発射                             | ○ | 18点 | ユーモア賞     | |
| 25  | ドーナツ限定販売                         | ○ | 19点 | 技術賞         | 出演:マギー審司（本名の「三浦審」で参加）                                                                                            |
| 26  | ザ・漫才                                 | ○ | 20点 | 優勝           | 出演:梶原比出樹チーム |
| 27  | コサックダンス                           | ○ | 19点 | 演技賞         | |
| 28  | 映画「ニャーミネーターVSねずみベイダー」 | ○ | 12点 |                | 出演:猫ひろし&鼠先輩 |
| 29  | 画龍の舞い                               | ○ | 15点 |                | 龍に扮した演者たちが、壁に赤スプレーをひきつけながら、万里の長城の上空を飛ぶ龍の絵を描く。                                           |

優勝 - 26番 ザ・漫才
漫才をSFやギャグマンガのような世界観で表現。第80回30番「指揮者オランウータン」で優勝したグループ。最多記録を更新し、6回目の優勝。
準優勝 - 17番 たんぽぽ
クラシックバレエでたんぽぽの種のダンスを表現。女の子のグループに男の子も一人いた。
第3位 - 4番 110mハードル決勝
一人の少年が110mハードル走に挑む様子を、ハムスターの滑車に似たセットを用いて表現。
技術賞 - 25番 ドーナツ限定販売
行列の最後尾の男性の腕が前の方で並んでいる人たちの胴体を次々と貫通、そしてドーナツを手に入れるが最後は自らの体を貫通する形でドーナツを取り返されてしまう。第33回19番「必殺拳」をさらに進化させた内容。マギー審司と彼の事務所であるマセキ芸能社の芸人による作品で、本名で出場かつ一般参加者として地方予選から勝ち上がってきた。芸能人の作品の受賞は、第74回の28番「髪の毛のタンゴ」と32番「影のハーモニー」以来4年ぶりで、番組史上3度目。
ファンタジー賞 - 9番 キスマークでいろいろ
キスマークでいろいろなものを表現。
演技賞 - 27番 コサックダンス
コサックダンスを踊る人の足を背筋運動を使ってダイナミックに表現。
ユーモア賞 - 24番 ロケット発射
第68回7番「モーニング娘。のコンサート」と第74回17番「マツケンサンバin東京ドーム」でいずれも演技賞を受賞した一般男性の作品（ユーモア賞は2回目だが、受賞はこれで5回目）。手を使わずにズボンを履くという宴会芸をロケット打ち上げの瞬間に見立てて表現。当時木村拓哉が出演していた化粧品ブランド・ギャツビーのCMのパロディであり、実際に使われていたスタイリスティックスの楽曲「愛がすべて（Can't Give You Anything (But My Love)）」とダンスが絶妙にマッチしていた様に会場は爆笑。困惑した萩本は早々に香取へ丸投げし、香取もインタビュー中苦笑い気味であった。なお、アイディアそのものは出演者曰く、「予選オーディションの前日明け方に神のお告げによって浮かんだ」との事。第72,92,94,98回で第82回と同じ賞を獲得する。
アイデア賞 - 6番 届かない夢
アラジンの「陽は、また昇る」に沿って、ストレッチやエクササイズに使用する道具を用いて、日常生活においての届かない夢(マイホーム購入、嫁・姑問題、海外旅行etc)を小芝居的な要素を交えて表現。第72回14番・準優勝「蒸気機関車」を演じた一般男性夫婦の作品。
- その他備考
  - 第44回以来のステブレレスで開始、番組史上初の19:58 - 21:54の時間帯で放送。
  - 本選出場が初めて30組を割る。
  - 15番の勝俣州和が番組史上初の3回連続不合格。
  - 20番「飛び板飛び込み」において小道具に不具合が発生、何とか演じきったが結果は不合格に。
  - 28番の鼠先輩が番組史上初の合格辞退を宣言。※番組上では合格扱い
  - 合格作品紹介と第3位の表彰が復活。
  - この回から準優勝と3位には従来のトロフィーでなく、各賞と同じ盾が渡されるようになった。
  - 優勝賞金が第55回以来の100万円に戻る。
  - 授賞式で優勝以外の入賞作品の演技映像が音声付のダイジェスト版で流れるようになる（それまではワイプに小さく表示されるか、大画面でも音声なしで放送されるだけだった）。
  - 従来通り15点以上合格のルールならば、合格23組、不合格6組、合格率79.31%
  - エスコートガールは、初出演の渕脇レイナ[1][2][3]と天野由加里[4][5][6]、伊勢真弓、山本みく。

## 第83回
欽ちゃん&香取慎吾の第83回全日本仮装大賞
- 放送日 - 2010年1月10日(日)19:00(正式開始時刻は18:59.30) - 20:54
- 収録日 - 2009年12月27日(日)
- 会場 - 東京・JCBホール
- ナレーター(仮装) - 堀敏彦(虎)
- 欽ちゃん&香取慎吾の仮装 - タキシード
- 審査員
  - イモトアヤコ
  - 小倉優子
  - 哀川翔
  - 杉山愛
  - 片岡鶴太郎

作品について
- 応募総数 - ?組
- 出場 - 32組
- 合格 - 30組
- 満点 - 1組
- 合格率 - 93.75%
- 満点率 - 3.13%

- 合格点 - 20点満点中12点以上
- 最高点 - 20点
- 最低点 - 10点
- 平均点 - 15.56点

| No. | 作品                              |   | 点数 | 賞             | 備考 |
| --- | --------------------------------- | - | ---- | -------------- | --- |
| 1   | おもちが焼けたよ                  | ○ | 18点 | アイデア賞     | トップバッター50回連続合格 |
| 2   | 親子で出初め式                    | ○ | 16点 |                | 母親の足が梯子となって、出初式を表現。 |
| 3   | お嫁さん占い                      | ○ | 19点 |                | 床に散らかしたティッシュの上を、粘着テープでまとった体で転がることでウエディングドレスの花嫁に変身する。                                                                         |
| 4   | 観覧車でカウントダウン            | ○ | 18点 | ファンタジー賞 | |
| 5   | 宇宙戦艦ヤマト                    |   | 10点 |                | |
| 6   | 走り幅跳び                        | ○ | 15点 |                | 出演:ボビー・オロゴン親子 |
| 7   | 夫婦岩の初日の出                  | ○ | 15点 |                | |
| 8   | 腹ペコのカエル                    | ○ | 16点 |                | |
| 9   | スリラー                          | ○ | 19点 | 準優勝         | |
| 10  | おじいちゃんのレコード盤          | ○ | 18点 | ユーモア賞     | |
| 11  | やったぁ〜やられた!               | ○ | 15点 |                | 釣り人が魚を釣り上げて「やったー!」と叫んだ瞬間、サメに食べられ「やられたー!」という展開になる。                                                                                 |
| 12  | 手打ちラーメン                    | ○ | 15点 |                | 出演:はなわ親子 柔道の技で手打ちラーメンを作る様子を表現した体力作品。 |
| 13  | 不思議の国のアリス                | ○ | 16点 | 技術賞         | 第38回優勝組 |
| 14  | 消火訓練                          | ○ | 15点 |                | |
| 15  | パンツで遊ぼう                    | ○ | 16点 |                | パンツを使って様々なアニメや映画のキャラクターを表現。15点からトーク中に+1点 |
| 16  | サーフィン                        | ○ | 20点 | 優勝           | 第48回以来の満点1組。また香取慎吾が参入して以降では、初めての満点1組 |
| 17  | ウサイン・ボルト                  | ○ | 15点 |                | ボルト役とタイソン・ゲイ役が横並びになり、ゲイ役がステージの後方にさがっていくことで、ウサイン・ボルト100m走を表現。第35回39番・優勝「ボウリング」の反対バージョンのような作品。 |
| 18  | 明日天気になぁれ                  | ○ | 15点 |                | 下駄に扮した子供が前転をすることで明日の天気を占う。 |
| 19  | つけまつげでいろいろ              | ○ | 15点 |                | |
| 20  | 炎のパティシエ                    | ○ | 15点 |                | 出演:勝俣州和 |
| 21  | 卓球の特訓                        | ○ | 19点 | 第3位          | |
| 22  | ハワイの万華鏡                    | ○ | 15点 |                | ハワイを象徴するもので万華鏡を再現 |
| 23  | モーグル決勝                      | ○ | 15点 |                | 耳たぶに選手の人形をつるし、両肩を上下させることで、モーグルスキーを表現。 |
| 24  | メールの顔文字                    | ○ | 18点 | 演技賞         | |
| 25  | ガターを狙う男                    | ○ | 14点 |                | ボーリングのピンをテーブルクロスで引き抜くことで、ガターになる様を表現。1回失敗したが、観客のアンコールにより、2回目の演技で成功&合格                                            |
| 26  | 競歩                              | ○ | 12点 |                | 首を左右に振ることで、競歩の尻の動きを表現。 |
| 27  | 大晦日の出来事 〜宇宙人の里帰り〜 | ○ | 16点 |                | |
| 28  | 顔で漢字                          | ○ | 15点 |                | 顔のしわやパーツで様々な漢字を表現する。「GO」系統の作品。第58,85回優勝組 |
| 29  | 滝だ〜!                           | ○ | 12点 |                | |
| 30  | 箱根駅伝                          |   | 10点 |                | ムーンウォークを使って箱根駅伝のランナーを表現。 |
| 31  | ロッキー                          | ○ | 14点 |                | |
| 32  | バットマン                        | ○ | 17点 |                | バットマンがサーチライトの中を駆け巡る時の影を表現。 |

優勝 - 16番 サーフィン
バランスボールを波に見立て、その上を滑っていくことで波に乗るサーファーやイルカを表現。出場組中唯一の満点でそのまま優勝というケースは第48回24番「風のいたずら」以来14年ぶり。
準優勝 - 9番 スリラー
ゾンビに扮した2人の演者が、マイケル・ジャクソンの人形を棒で操ることで、スリラーのダンスを表現。第82回19番「タコのあばれ太鼓」を演じた大人グループが演じ、第92回25番「おばあちゃんとの思い出」で第83回と同じく準優勝し、第96回35番「シルエットでサファリ」で第3位を獲得する。
第3位 - 21番 卓球の特訓
ラケット役の人間がピンポン玉を猛スピードで吐き出すことで卓球の特訓を行う。先生と生徒による作品。
技術賞 - 13番 不思議の国のアリス
主婦が一人で不思議の国のアリスの物語を表現。童話シリーズでは最初の受賞作品。
ファンタジー賞 - 4番 観覧車でカウントダウン
イルミネーションの絵柄が次々と変わる観覧車を表現。ラストには干支である虎の顔が現れる。
演技賞 - 24番 メールの顔文字
「白鳥の湖」に合わせて顔文字をバレエの動きで表現。
インタビュー中に萩本が「携帯電話を持ち歩かないで家に置いたままにしている」と発言し会場の人々を驚愕させた。
ユーモア賞 - 10番 おじいちゃんのレコード盤
男の子がレコード針に仮装し、「星の降る街角」を歌いながらレコードを回し続ける。
アイデア賞 - 1番 おもちが焼けたよ
七輪の上に並べられた餅が膨らみ、中盤から頭に使い捨てのゴム手袋を被った演者が現れ、鼻息で膨らませたゴム手袋で餅が更に膨らむ様子を、ゴム手袋が破裂し餅の中へ演者が隠れていく事で空気が抜ける様子を表現した。
- その他備考
  - 第70回以来の日曜放送となったが、この時期の通常番組は、18:55 - 19:00の『ザ!直前!DASH!!』が廃枠となり、『ザ!鉄腕!DASH!!』の正式開始時刻が18:59:30となったため、それに合わせてこの様な変則時間となった。
  - 得点音の歴代最長記録を更新(これまでの最長は第6-37回まで使用された3代目の32回)。
  - 現行の番組セットで初めて左上の窓が14番の作品で使用される。
  - 20番と25番は演技を失敗するアクシデントが起こってしまうが、観客からの「もう1回!」のコールによりやり直しが特別に認められ、2度目で成功しどちらも合格する。また、これにより勝俣州和は4回目の挑戦でようやく合格を果たした。
  - 第3位の21番「卓球の特訓」と準優勝の9番「スリラー」は共に19点でベスト3に入賞した。19点以下でベスト3に入賞するのは第72回2番「トンネル通過」(18点)以来6年ぶり。
  - 表彰式終了後、不合格が2組(2人)だけだったことから、萩本の「この2組がいて優勝、合格がある」との慰労の言葉により、不合格者の男性2人に一時的に優勝トロフィーと賞金パネルが渡される。番組でこのような光景が放送されるのは史上初。
  - オープニングと各賞の発表時に表示されるロゴがCGを使ったものに変更され、より豪華なものとなった。
  - 従来通り15点以上合格のルールならば、合格26組、不合格6組、合格率81.25%
  - エスコートガールは、2回目の出演の渕脇レイナ[7][8] ほか3名。

## 第84回
欽ちゃん&香取慎吾の第84回全日本仮装大賞
- 放送日 - 2010年5月4日(火)19:56 - 21:54
- 収録日 - 2010年4月25日(日)
- 会場 - 東京・JCBホール
- ナレーター(仮装) - 堀敏彦(柏餅)
- 欽ちゃん&香取慎吾の仮装 - タキシード
- 審査員
  - 高畑淳子
  - 哀川翔
  - 大地真央
  - 上村愛子
  - 片岡鶴太郎

作品について
- 応募総数 - 4356組
- 出場 - 33組
- 合格 - 29組
- 満点 - 2組
- 合格率 - 87.88%
- 満点率 - 6.06%

- 合格点 - 20点満点中15点以上
- 最高点 - 20点
- 最低点 - 14点
- 平均点 - 16.67点

| No. | 作品                       |   | 点数 | 賞             | 備考 |
| --- | -------------------------- | - | ---- | -------------- | --- |
| 1   | スカイダイビング           | ○ | 18点 |                | キャスター付きの椅子に乗りながらスカイダイビングを表現。 |
| 2   | カンガルーの特訓           | ○ | 18点 | ユーモア賞     | |
| 3   | 蚊にかまれたよ             | ○ | 16点 |                | |
| 4   | オスカー像                 | ○ | 20点 | 準優勝         | 出演:風船太郎(番組内では紹介されず。本名の「香田英一」で出場) |
| 5   | 冬山レスキュー             | ○ | 19点 | 第3位          | 第86回優勝組 |
| 6   | 騎馬戦                     | ○ | 15点 |                | |
| 7   | ゆれるワカメ               | ○ | 17点 | 演技賞         | |
| 8   | 髪型メドレー               | ○ | 18点 |                | |
| 9   | 液体の袋でGO!              | ○ | 19点 |                | 18点からトーク中に+1点 第58,85回優勝組 |
| 10  | いろんなリン               | ○ | 16点 |                | 出演:小倉優子 |
| 11  | スキージャンプ             | ○ | 18点 | アイデア賞     | |
| 12  | モーグルスキー             | ○ | 17点 |                | |
| 13  | 料理道具でオリンピック     | ○ | 15点 |                | |
| 14  | 傘で童謡メドレー           | ○ | 20点 | 優勝           | 19点からトーク中に+1点 |
| 15  | 指で数え歌                 | ○ | 17点 |                | 第72回優勝組 |
| 16  | 捨てられた扇風機           | ○ | 15点 |                | 出演:パパイヤ鈴木親子 |
| 17  | マヨネーズ工場             | ○ | 18点 |                | |
| 18  | 天才ガンマン               | ○ | 15点 |                | 13点から繰り上げ合格 |
| 19  | 動物たちの仲良しキッス     | ○ | 15点 |                | |
| 20  | トップガン                 | ○ | 18点 | 技術賞         | |
| 21  | カレーなるクッキングショー | ○ | 15点 |                | |
| 22  | 覆面パトカーのサイレン     | ○ | 17点 |                | ハゲ頭の男性が回りながら赤いインクを頭にこすりつけてサイレンを表現。 |
| 23  | タコのハンマー投げ         | ○ | 17点 |                | |
| 24  | マジックショー             | ○ | 18点 |                | 出演:キャラメルマシーン(番組内では紹介されず) |
| 25  | 海に映る光                 | ○ | 17点 | ファンタジー賞 | |
| 26  | お使いは自転車に乗って     | ○ | 17点 |                | |
| 27  | わんこそば                 |   | 14点 |                | |
| 28  | はじめてのチュウ           |   | 14点 |                | |
| 29  | 恋する記号                 |   | 14点 |                | |
| 30  | わが家の天気予報           | ○ | 16点 |                | 出演:レッド吉田親子 |
| 31  | 横断歩道の恋               | ○ | 16点 |                | 横断歩道をピアノの鍵盤に見立て、メロディーを奏でながら、男女のラブストーリーをファンタジックに表現。第63回9番・準優勝「雨の日の横断歩道」をさらに進化させた内容の作品。 |
| 32  | 金魚のエサやり             |   | 14点 |                | 掃除機と一体になった演者が餌を吸引することで金魚の食事を表現。 |
| 33  | 真夜中の博物館             | ○ | 17点 |                | 段ボールで作られた巨大な恐竜が真夜中博物館でダイナミックに戦いを繰り広げる。                                                                                            |

優勝 - 14番 傘で童謡メドレー
傘を使って童謡5曲の世界観を表現。かたつむり〜メリーさんの羊〜めだかの学校〜大きな古時計〜春が来た。
準優勝 - 4番 オスカー像
巨大な黄色い風船に入り、空気が抜けきった状態で立ち上がりオスカー像を表現。大道芸人である「風船太郎」による作品。
第3位 - 5番 冬山レスキュー
雪山で遭難した人を救助する。救助する人が手の作り物に近づき、まるでステージの下から遭難者が出てきたかのように見せるトリック仮装（実際は救助者の足につけたスズランテープの雪の中に遭難者が隠れている）。第86回優勝者の作品。
ファンタジー賞 - 25番 海に映る光
トイレットペーパーの芯300個で海に映る夕日や月などを表現。
演技賞 - 7番 ゆれるワカメ
男の子が母親にくすぐられることで、海の中でゆれるワカメを表現。
技術賞 - 20番 トップガン
兄妹が器械体操の動きで、戦闘機の飛行訓練を表現した作品。第79回8番・第3位「待て〜ルパン!」を演じた少年が代表の作品。
ユーモア賞 - 2番 カンガルーの特訓
父親が娘を肩車をし、うさぎ跳びをすることで、カンガルーのボクシングや階段上りを表現した体力作品。
アイデア賞 - 11番 スキージャンプ
男性が一人で小道具を駆使しながら、スキージャンプの動きを表現。
- その他備考
  - 第82回以来3度目のステブレレス放送。
  - この回からレターボックス放送になる。
  - 現行の番組セットで右側の衝立に設置されていたHDモニターが撤去される。
  - 第80回から会場として使用されているJCBホールになってから初の観客席側からの司会者登場。
  - 合格が第80回以来の15点以上に戻る。
  - この回の優勝「傘で童謡メドレー」は、演技直後は19点だったが、インタビュー中に1点加点され満点を獲得した。このようなケースで満点を獲得した作品の優勝は第22回37番「イキのいい奴」、第23回12番「土俵入り」、第31回13番「花物語」、第41回24番「ジェットコースター」以来通算5度目。
  - この回の不合格は27番「わんこそば」、28番「はじめてのチュウ」、29番「恋する記号」、32番「金魚のエサやり」で、4組全て14点で鐘が鳴った。
  - エスコートガールは、3回目の出演の渕脇レイナ[9][10]、初出演の滝沢彩華[11] ほか。

## 特別編
黒木瞳と余命ゼロの女性 今夜夢の仮装大賞に挑戦!
- 放送日 - 2010年8月29日(日)19:30 - 20:00ごろ
- 会場 - 東京・日本武道館
- 司会(仮装) - 萩本欽一(24時間チャリティーTシャツを着て登場)
- VTR出演 - 香取慎吾

| No. | 作品       | 備考                |
| --- | ---------- | ------------------- |
| 1   | エビフライ | サポート出演:黒木瞳 |

- その他備考

『24時間テレビ 「愛は地球を救う」』内で放送された2度目の特別編。ただし司会の香取はSMAPのツアーに参加していたため、進行は萩本が単独で行った。仮装大賞に出場する事が夢だった末期ガンの女性が家族と黒木瞳のサポートを受けてエビフライができるまでをミュージカル形式で表現、20点満点で合格（自動的に加点されたため、通常の審査ではない）。黒木は翌第85回で審査員として登場した。

## 第85回
欽ちゃん&香取慎吾の第85回全日本仮装大賞
- 放送日 - 2011年1月9日(日)19:00(正式開始時刻は18:59.30) - 20:54
- 収録日 - 2010年12月26日(日)
- 会場 - 東京・JCBホール
- ナレーター(仮装) - 堀敏彦(東京スカイツリー)
- 欽ちゃん&香取慎吾の仮装 - 紋付羽織袴
- 審査員
  - 小倉優子
  - 高橋尚子
  - 哀川翔
  - 黒木瞳
  - 片岡鶴太郎

作品について
- 応募総数 - 5828組
- 出場 - 33組
- 合格 - 22組
- 満点 - 1組
- 合格率 - 66.67%
- 満点率 - 3.03%

- 合格点 - 20点満点中15点以上
- 最高点 - 20点
- 最低点 - 7点
- 平均点 - 14.45点

| No. | 作品                        |   | 点数 | 賞             | 備考 |
| --- | --------------------------- | - | ---- | -------------- | --- |
| 1   | うさぎの餅つき              | ○ | 15点 |                | |
| 2   | 二死満塁                    | ○ | 15点 |                | キャッチャーのプロテクターに扮した男性がランナーに変身することで、ホームベースでアウトになるさまを表現。                   |
| 3   | つまようじに注意            | ○ | 16点 |                | 両足を割りばしに見立て、開脚をするとつまようじが落下する。                                                                 |
| 4   | 電車の歴史                  | ○ | 17点 |                | |
| 5   | 実は私…                     |   | 13点 |                | |
| 6   | ただ今工事中                | ○ | 18点 | 準優勝         | |
| 7   | 白と黒の動物たち            | ○ | 16点 |                | |
| 8   | 力道山VSデストロイヤー      |   | 07点 |                | 6点からトーク中に+1点 |
| 9   | 工事現場で大相撲            |   | 10点 |                | ショベルカーとダンプカーの相撲を全身で再現。第89回優勝者の初出場作品                                                       |
| 10  | 手と足でGO                  | ○ | 20点 | 優勝           | 第83回16番「サーフィン」に続き、第85回唯一の満点作品 第58回優勝組                                                          |
| 11  | いろんなタワー              |   | 13点 |                | |
| 12  | トランスフォーマー          |   | 10点 |                | 出演:すっぽん大学 |
| 13  | いろんな蝶                  | ○ | 17点 |                | 体の右半分を羽の衣装にまとって、鏡に反射させることで、様々な蝶を表現。                                                     |
| 14  | 我が家の万能息子            |   | 11点 |                | 出演:千原せいじ親子 |
| 15  | ヘビに注意                  |   | 11点 |                | 藪から大蛇が飛び出し、探検家にかみつくさまを一人で演じた作品。                                                             |
| 16  | これってゾウ?               | ○ | 17点 | ユーモア賞     | |
| 17  | 起きろー!!                  | ○ | 16点 |                | ニワトリが大寝坊助を起こそうとするさまをギャグ漫画のような世界観で表現。                                                   |
| 18  | 糸通し                      | ○ | 15点 |                | バットを針に見立て、野球のスイングで糸通しを再現。1回失敗したものの、2回目で成功。14点から繰り上げ合格                     |
| 19  | エビフライ                  |   | 11点 |                | ドラム叩くことで、エビフライの油が跳ねる様子と音を再現。                                                                   |
| 20  | ピノキオ                    | ○ | 18点 | 第3位          | 第38回優勝組 |
| 21  | 妹の変なクセ                | ○ | 16点 | 演技賞         | |
| 22  | ビッグウェーブ              | ○ | 17点 | アイデア賞     | |
| 23  | 崖っぷちの愛                | ○ | 15点 |                | 上半身を崖に見立て、磁石付きのひもで人形をくっつけて、恋人を救うさまを再現。不合格の鐘が鳴るギリギリのところで15点に到達。 |
| 24  | そうじ機                    |   | 10点 |                | |
| 25  | タイム･トラベル引越センター | ○ | 15点 |                | |
| 26  | 鯉のぼり                    | ○ | 16点 |                | 太い二の腕をゆらすことで、鯉のぼりを表現。14点から繰り上げ合格                                                             |
| 27  | 家電サーカス                | ○ | 17点 | 技術賞         | 出演:梶原比出樹チーム |
| 28  | メッシのドリブル            |   | 11点 |                | 男性が一人でメッシがドリブルをして、ゴールするさまを足元の視点で表現。                                                     |
| 29  | ダジャレお父さん            | ○ | 15点 |                | |
| 30  | 大脱走                      | ○ | 16点 |                | 囚人が床に穴を掘って脱走を図る様子を、上からの視点で表現。最後は水道管にぶちあたり、水に吹き上げられる。                   |
| 31  | 3Dテレビ                    | ○ | 15点 |                | 釣り糸に蜂の人形をつけて、リールを巻いていくことでスズメバチが3Dテレビから飛び出すさまを表現。                             |
| 32  | 地デジの準備                |   | 10点 |                | 出演:東貴博・東朋宏兄弟 |
| 33  | アルプスの少女ハイジ        | ○ | 18点 | ファンタジー賞 | |

優勝 - 10番 手と足でGO
手と足で様々な物を表現。演者の三井勝彦は第25回1番「聖火」の初出場以来23年間にわたり40回目の本選出場を数える常連で、個人として初優勝(チームとしては第58回の優勝がある)し、20点満点も彼の作品だけであった。また優勝作品の発表時に、彼のぶっちぎりでの優勝を示唆させる演出が施された。第83回16番「サーフィン」に続き、出場組中唯一の満点でそのまま優勝というケースとなり、演者1人だけの作品が優勝するのは、第72回31番「ダダッダッダダ」以来7年ぶり。
準優勝 - 6番 ただ今工事中
「お爺ちゃんのレコード盤」を演じた男の子が工事現場にあるものに次々仮装する。「大変ご迷惑をお掛けしております。」の掛け声を香取が気に入り、作品の準備の合間に登場したりもした。
第3位 - 20番 ピノキオ
第83回13番「不思議の国のアリス」や第89回24番「人魚姫」、第93回28番「眠れる森の姫」を1人で演じた主婦の作品。童話シリーズで初めてトップ3に入賞した作品。
ファンタジー賞 - 33番 アルプスの少女ハイジ
小学校のクラスが一丸となり、ハイジのアニメのオープニングをリアルに再現。
演技賞 - 21番 妹の変なクセ
立ったまま眠る妹を見て、お兄ちゃんが妹を立たせたまま、妹の体を横に向けるトリック仮装。第86回優勝者の息子と娘の作品。
技術賞 - 27番 家電サーカス
家電製品を団長が従え、モナリザの絵や馬などを表現。最多優勝チームの作品。このチームは第69回から出場9大会連続で20点満点を獲得していたが、この回は17点に止まった。このチームが20点満点に届かなかったのは、第67回25番「ジュゴン」の19点以来9年ぶり。
ユーモア賞 - 16番 これってゾウ?
体の様々な所にゾウが書いてあり、「これってゾウ?」のメロディにのせ笑いを誘う。最後は象の足に踏みつけられ「踏まれたゾウ」で締めた。黒木瞳が絶賛した作品。
アイデア賞 - 22番 ビッグウェーブ
大きな青いビニールが膨らんだりする様子を波に見立ててサーフィンをする。ネット上のビニールシートとスケボーでサーフィンをする動画を参考にしたような作品。
- その他備考
  - 15番「ヘビに注意」・19番「エビフライ」・23番「崖っぷちの愛」の3組は、同じ高校応援団の作品。4組エントリーしていたが、1組が落選したという。
  - この回は満点が1組、19点が0組、18点が3組、不合格が11組と厳格な審査だった。
  - 第71回以来7年ぶりに合格率70%を切った。
  - 第33回以来21年ぶりにトップ3を個人による作品が独占した。
  - この回から初めてエンドロールが今までの真ん中での表示ではなく、左端での表示になった。
  - 5人体制の審査員はこの回が最後となり第86回からは10人体制に戻る。
  - エスコートガールは、4回目の出演の渕脇レイナ[12]、2回目の滝沢彩華[13][14]、初出演の佐藤あずさ[15][16]、ほか1名。

## 第86回
欽ちゃん&香取慎吾の第86回全日本仮装大賞
- 放送日 - 2011年5月7日(土)19:00 - 20:54
- 収録日 - 2011年4月24日(日)
- 会場 - 東京・東京ドームシティホール(旧・JCBホール)
- ナレーター(仮装) - 堀敏彦(バカボンのパパ)
- 欽ちゃん&香取慎吾の仮装 - チャールズ・チャップリン(欽ちゃん、第42,48回以来の3度目)、マイケル・ジャクソン(香取慎吾)
- 審査員 - 仮装(テーマ「憧れのヒーロー・ヒロイン」)
  - 石塚英彦(ホンジャマカ) - アンパンマン
  - 久本雅美 - レディー・ガガ
  - 茂木健一郎 - モーツァルト
  - 南野陽子 - 白雪姫
  - 山崎貴 - 諸葛孔明
  - 徳光和夫 - 長嶋茂雄
  - 高橋尚子 - パンダ
  - オードリー - 北斗の拳のケンシロウ(春日俊彰)、ユリア(若林正恭)
  - 安室朝雄 ※スポーツ報知 - パイレーツ・オブ・カリビアンのジャック・スパロウ
  - 井上晋治 ※読売新聞 - シャーロック・ホームズ

作品について
- 応募総数 - 4388組
- 出場 - 32組
- 合格 - 29組
- 満点 - 15組
- 合格率 - 90.63%
- 満点率 - 46.88%

- 合格点 - 20点満点中15点以上
- 最高点 - 20点
- 最低点 - 9点
- 平均点 - 18.16点

| No. | 作品                     |   | 点数 | 賞             | 備考 |
| --- | ------------------------ | - | ---- | -------------- | --- |
| 1   | ストレッチ               | ○ | 20点 |                | 上半身と下半身役に分かれて演じることで、体があり得ない方向に捻じ曲がる様子を表現。第55回10番・演技賞「中国雑技団」と内容が似ている。第78回以来史上5回目のトップバッター20点満点 |
| 2   | 今夜はBeat It            | ○ | 18点 |                | 今夜はビートイットを男性がダジャレで表現（ヨットの帆で「ホォッ!」・「Beat it!」を瓦割に失敗し、「イデーー!」叫んで表現など)                                                     |
| 3   | 運命のPK                 | ○ | 19点 |                | サッカーボールに見立てた大福を、口でキャッチすることで、キーパーの好セーブを表現した一発勝負の作品                                                                              |
| 4   | スフィンクスの楽しみ     | ○ | 16点 |                | 出演:又吉直樹(ピース) |
| 5   | なぞかけ兄弟             | ○ | 20点 | 演技賞         | |
| 6   | 深海の生きものたち       | ○ | 20点 |                | 体に傾向塗料を塗って、深海の生き物を幻想的に表現。 |
| 7   | コーラの缶               | ○ | 17点 |                | 太ったお腹をへこませることでコーラの空き缶がつぶれるさまを再現。 |
| 8   | でんじろう先生の孫悟空   | ○ | 20点 |                | |
| 9   | うさちゃんの仲良しダンス | ○ | 19点 |                | 足を耳に見立てて、ミッフィーちゃんたちがダンスをする様子を表現。 |
| 10  | 東京見物                 | ○ | 20点 |                | 東京見物に来た老人がベンチに座ると、一瞬で東京スカイツリーが現れる。19点からトーク中に+1点 第89回優勝組                                                                         |
| 11  | 金魚すくい               | ○ | 19点 |                | KARAの「ミスター」の振り付けで、金魚すくいを行う。 |
| 12  | かさぶたの気持ち         | ○ | 16点 |                | 出演:原口あきまさ |
| 13  | 僕は俳句                 | ○ | 20点 |                | 少年が俳句の情景を一人で演じた。少年の本名である「俳句」に関連付けさせた作品 |
| 14  | 雨上がりの景色           | ○ | 18点 |                | 虹の模様に塗ったトイレットペーパーを左右に振って、残像で虹がかかる様を表現。第58,85回優勝組                                                                                     |
| 15  | 満員電車                 | ○ | 20点 | アイデア賞     | |
| 16  | がんばれサラリーマン     | ○ | 18点 |                | 足を黒電話に見立てて、サラリーマンが同時に電話に出るさまを表現。 |
| 17  | ピント合わせ             | ○ | 20点 | 優勝           | |
| 18  | 会いたかった有名人       | ○ | 19点 |                | AKB48の「会いたかった」に合わせて、指で様々な有名人を表現。ラストはお腹に大量の洗濯ばさみをつけてAKB48を表現                                                                    |
| 19  | 透明人間の重量挙げ       | ○ | 20点 |                | 裏方でベルトやバーベルを動かすことで、あたかも透明人間が重量挙げをしているように見せた作品                                                                                      |
| 20  | 砂鉄ファンタジー         | ○ | 16点 |                | |
| 21  | パソコンで検索           | ○ | 20点 | 準優勝         | |
| 22  | 帰り道                   | ○ | 20点 | ユーモア賞     | |
| 23  | 春の訪れ                 | ○ | 20点 | 第3位          | 出演:マギー審司 |
| 24  | トイレの神様             |   | 09点 |                | 女神に扮した男性が便器から出てきて、ウクレレの弾き語りをするだけの内容。 |
| 25  | つむじ風                 | ○ | 20点 | ファンタジー賞 | 出演:大野愛地 |
| 26  | ビーチサンダル           | ○ | 20点 |                | ウレタン板に手足を固定してビーチサンダルになり、「365歩のマーチ」に合わせてジャンプで進む                                                                                       |
| 27  | 忘れ去られた牛乳         |   | 14点 |                | 賞味期限切れの牛乳パックが膨らみ、牛乳がこぼれ出るさまをシュールに表現。不合格であったが、香取慎吾が「今日イチで面白かった!」と絶賛した作品。13点からトーク中に+1点             |
| 28  | カンフーチャーハン       | ○ | 19点 |                | カンフーの動きでチャーハンを作る様をコミカルに表現。 |
| 29  | ゴールキーパーの練習     | ○ | 15点 |                | ゴールキーパーの腕があり得ない長さにまで伸びて好セーブを決めるさまを表現。 |
| 30  | オフィスの窓             | ○ | 20点 | 技術賞         | |
| 31  | 巨人の星                 | ○ | 18点 |                | 前転をすることで星一徹のちゃぶ台返しを表現。最後には障子に見立てた足の間から明子に扮した男が出てくる。                                                                          |
| 32  | イモトの毛虫レース       |   | 11点 |                | 出演:イモトアヤコ |

優勝 - 17番 ピント合わせ
同じ服装の人が縦に並んで時間差で動き、ブラインドの動きを駆使してカメラのピントを合わせようとする様子を表現。一瞬で点数が20点満点まで上がり、司会者を驚かせた。第29回49番「遊泳禁止」より番組に出場している常連の作品で、初優勝を果たした。1番と親子で参加。
準優勝 - 21番 パソコンで検索
クラスでランドセルを背負いキーボードに扮し、有名人の検索結果を次々表現。
第3位 - 23番 春の訪れ
マジシャンたちが枯れ木に扮し、マジックで桜の花が咲く様子を表現。史上初めて芸能人の作品が上位3賞を獲得。演技したマギー審司は、実家のある気仙沼市が東日本大震災で被災していた事から、獲得した賞金を使って、桜の苗木を被災地に寄付した。その苗木を寄付する様子が、番組の最後に放送された。
ユーモア賞 - 22番 帰り道
男の子が帰り道で捨てられた犬を拾う。3匹だけと思われたが、男の子が歩くとたくさんの犬がついて行く。
ファンタジー賞 - 25番 つむじ風
ブレイクダンスのヘッドスピンで、つむじ風が大量の枯れ葉を吹き飛ばす様を豪快に再現。この作品を演じた男性はヘッドスピンのギネス記録保持者の大野愛地であり、 会場の人々を驚愕させた。
技術賞 - 30番 オフィスの窓
窓の外で繰り広げられるスーパーマンと泥棒の大捕物。大鏡の反射を利用してあたかも空中で行われているように見せた不思議な仮装。第98回15番「女王蜂の羽音」で唯一不合格だった。
アイデア賞 - 15番 満員電車
古着のコートを活用し、まるで親子が男性の体を通り抜けて満員電車を降りているように見せたトリック仮装。
演技賞 - 5番 なぞかけ兄弟
3人の兄弟がなぞかけを仮装で表現。
- その他備考
  - 第80回(2008年5月3日)以来3年振りの土曜日放送。
  - 審査員が10人に戻り、司会者と審査員の仮装が復活。
  - 審査員の徳光は第21回以来、実に24年ぶりとなる審査員復帰。
  - 審査員に新聞記者枠が再び設置され、読売新聞または報知新聞から1-2人が審査を務めるようになる(第88,92,99,100回を除く)。
  - トーク時のテロップが省略される。
  - この回より第89回まで、仮装で使った材料を演技前にVTRで紹介(紹介VTRは第71回以来)。出演者の名前と地域もその時に紹介される。
  - この回より、第85回まで表示されていた各作品の演技人数が省略される(紹介VTRが再度廃止される第90回以降も継続)。
  - 32番のイモトアヤコの作品は、本人が番組収録時マカオに滞在していたことから電話で本人と結び、演技は予め録画したものを会場に放映し審査された。結果は不合格でイモトは香取に「尺が長かった」と言われた。
  - 満点15組は第79回に並ぶ当時の番組最多タイ記録。また全ての賞を20点満点が独占するのも第79回以来であり、通算2度目の出来事。
  - 2011年7月24日の地上波のデジタル完全移行に伴い、この回をもってアナログ放送 (NTSC)では最後の放送となった(ただし東日本大震災の影響で延期となった岩手・宮城・福島の3県を除く)。
  - 19時台(本来は「天才!志村どうぶつ園」)のスポンサーであるダイハツ工業がこの日から提供クレジット及びCMを再開した。(同社は東日本大震災以後、前日まで暫く提供クレジット及びCMを自粛した。)
  - この回のトップバッター、1番「ストレッチ」の20点満点を皮切りに、トップバッター20点満点が現れる頻度が増えるようになった。
  - エスコートガールは、3回目の出演の滝沢彩華[17]、2回目の佐藤あずさ[18][19]。

## 第87回
欽ちゃん&香取慎吾の第87回全日本仮装大賞
- 放送日 - 2012年1月9日(月)19:00 - 20:54 ※岩手・宮城・福島ではアナログ放送最後の回
- 収録日 - 2011年12月24日(土)
- 会場 - 東京・東京ドームシティホール
- ナレーター(仮装) - 堀敏彦(門松)
- 欽ちゃん&香取慎吾の仮装 - ワイアット・アープ(欽ちゃん)、坂本龍馬(香取慎吾)
- 審査員 - 仮装(テーマ「憧れのヒーロー・ヒロイン」)
  - 芦田愛菜 - ピーター・パンのティンカー・ベル
  - 石塚英彦(ホンジャマカ) - アンパンマン（2回目）
  - 尾木直樹 - 怪物くん
  - 石原さとみ - パイレーツ・オブ・カリビアンの女海賊・アンジェリカ
  - 茂木健一郎 - アインシュタイン
  - 高橋尚子 - 魔女の宅急便のキキ
  - 徳光和夫 - 赤胴鈴之助
  - 丸山桂里奈 - アルプスの少女ハイジのクララ
  - 井上晋治 - 江戸川コナン
  - 安室朝雄 - パイレーツ・オブ・カリビアンのジャック・スパロウ

作品について
- 応募総数 - 5151組
- 出場 - 36組(内1組欠場)
- 合格 - 35組
- 満点 - 12組
- 合格率 - 97.22% ※棄権を除くと合格率100%
- 満点率 - 33.33%

- 合格点 - 20点満点中15点以上
- 最高点 - 20点
- 最低点 - 15点
- 平均点 - 18.60点

| No. | 作品                               |   | 点数 | 賞             | 備考 |
| --- | ---------------------------------- | - | ---- | -------------- | --- |
| 1   | 龍の骨ダンス                       | ○ | 20点 | 優勝           | 初めてトップバッターが優勝 |
| 2   | 滝に打たれる修行僧                 | ○ | 19点 |                | 坊主の滝修行から鯉の滝登りに場面転換する作品 |
| 3   | 扇子でドレミの歌                   | ○ | 19点 |                | |
| 4   | 初日の出                           | ○ | 18点 |                | ブリッジで初日の出を表現。 |
| 5   | 私の朝ごはん                       | ○ | 19点 |                | 顔をフライパンに見立て、目玉焼きとベーコンが焼けるさまをリアルに再現。                                                                                                   |
| 6   | 車道に転がったあき缶               | ○ | 19点 |                | 体操の床運動で、車道に転がった空き缶を再現。 |
| 7   | (作品名不明)                       |   |      |                | 本番直前にコンディションが悪化した為、急きょ棄権となった。 |
| 8   | K-POPでローズガーデン              | ○ | 19点 |                | |
| 9   | めだかの三兄弟                     | ○ | 20点 | 準優勝         | |
| 10  | でんじろう先生の宇宙戦艦ヤマト     | ○ | 20点 |                | |
| 11  | ハンバーガーいかがですか?          | ○ | 19点 |                | 3人の女性が腕を重ねることで、様々なハンバーガーを表現。最後は、3人が縦に重なり、巨大なチーズバーガーを表現。                                                             |
| 12  | 目指せ!チャンピオン                | ○ | 20点 | ユーモア賞     | |
| 13  | がんばって!がんばって!ポップコーン | ○ | 20点 |                | アメフトのチーム「オールブラックス」のハカに合わせて、ポップコーンができる様子を表現                                                                                     |
| 14  | ぼくたちの四季                     | ○ | 20点 | ファンタジー賞 | |
| 15  | チョコレートソフトクリーム         | ○ | 15点 |                | 出演:金澤利翼 |
| 16  | 赤ちゃん寿司                       | ○ | 20点 | 第3位          | 最年少出場者が0歳は初 |
| 17  | ピザ                               | ○ | 18点 |                | ピザができる様子をミュージカル風に表現。第50回34番・優勝「万華鏡」と内容が似ている。                                                                                     |
| 18  | いろんな鼻                         | ○ | 20点 |                | 鼻に扮した女性が様々な動きで鼻に関する慣用句を表現。第81回23番・演技賞「いろんな目」を演じた主婦の作品。                                                                 |
| 19  | 男子モーグル決勝                   | ○ | 19点 |                | エクササイズ用のボールの動きで、モーグルスキーの動きを表現。 |
| 20  | あっ!橋がない                      | ○ | 18点 |                | 出演:佐々木健介・北斗晶夫妻とその兄弟2人 |
| 21  | 心臓                               | ○ | 16点 |                | |
| 22  | のぞき穴から見た景色               | ○ | 19点 | 技術賞         | |
| 23  | レントゲン                         | ○ | 17点 |                | お腹をへこませ、あばら骨を浮き上がらせることでレントゲン写真を表現。 |
| 24  | マトリョーシカ                     | ○ | 20点 | アイデア賞     | |
| 25  | ラグビー                           | ○ | 16点 |                | |
| 26  | 交通標識                           | ○ | 19点 |                | あやまんJAPANの曲に合わせて小学生が様々な交通標識を表現。 |
| 27  | なでしこジャパンのリフティング     | ○ | 15点 |                | |
| 28  | オペラ「納豆」                     | ○ | 19点 |                | オペラの世界観で納豆を混ぜる様を表現。 |
| 29  | 西部劇の影                         | ○ | 20点 |                | 出演:が〜まるちょば・ガベジ |
| 30  | ヘンゼルとグレーテル               | ○ | 19点 |                | |
| 31  | ヒットソングで海の生き物           | ○ | 17点 |                | 第58,85回優勝組 |
| 32  | 蝶の舞い                           | ○ | 18点 |                | スポーツフラッグの動きで蝶の舞を表現。 |
| 33  | 惑星探査機「はやぶさ」の帰還       | ○ | 16点 |                | 惑星探査機はやぶさが、小惑星「イトカワ」の石を採取し、地球に帰還するさまを男性一人でバカバカしく表現。香取に演技の雑さをいじられていた。                                 |
| 34  | カエルの歌                         | ○ | 20点 |                | 出演:梶原比出樹チーム。ジェームズ・ブラウンの「SEX MACHINE」に合わせて、カエルのコンサートを表現。このチームが入賞を果たせなかったのは第66回25番「長い夜」以来10年ぶり。 |
| 35  | 大漁!気仙沼                        | ○ | 18点 |                | 出演:マギー審司 Tシャツで気仙沼産の魚介類を表現。 |
| 36  | ダンス部の鏡                       | ○ | 20点 | 演技賞         | |

優勝 - 1番 龍の骨ダンス
女子大生たちが白いパーカーを着て、骨の一部になることで龍のダンスを表現。最後に「龍」の漢字になり、会場の人々を感動させた。番組史上初のトップバッターの優勝作品。
準優勝 - 9番 めだかの三兄弟
第86回5番「なぞかけ兄弟」で演技賞を受賞した一般の子供三兄弟のチーム（受賞は2度目だが、準優勝は初）。自分達の将来の夢を仮装で表現。
第3位 - 16番 赤ちゃん寿司
2人の赤ちゃんを着替えさせ、寿司のネタを次々に表現。
ユーモア賞 - 12番 目指せ!チャンピオン
子供がお父さんの体を使い、ユーモラスな筋肉トレーニングをする。
ファンタジー賞 - 14番 ぼくたちの四季
小学校のクラスが一丸となり手で季節の風物詩を表現。第68回35番・優勝「四季」をカラフルにしたような作品。石原さとみが感動のあまり涙する場面も。
技術賞 - 22番 のぞき穴から見た景色
泥棒が斜め、真上などの様々な角度から覗き見している家の中を表現。受賞した作品で唯一満点ではない。第89回26番「泥棒」と第97回14番「レンガ職人」で第87回と同じ賞を獲得する。
演技賞 - 36番 ダンス部の鏡
ダンス部の部員のダンスが鏡に映っている様子を表現。第56回37番・優勝「体育館の鏡」に勝るとも劣らないシンクロ率を誇り、香取慎吾が「SMAPでこれぐらい合わせるのにあと50年かかる」と演技を絶賛した。
アイデア賞 - 24番 マトリョーシカ
背の高さを生かし、レインコートの中から複数の演者が次々出ることで、マトリョーシカを表現。
- その他備考
  - 審査員として芦田愛菜が史上最年少で出演。
  - 第69回（2003年3月31日）以来9年ぶりの月曜日放送。
  - 番組史上初めて棄権を除く出場者全組が合格。そのため番組のラテ欄には「仮装大賞史上最高レベルの戦い」という見出しがつけられた。
  - 全作品終了後の合格作品紹介が省略される。
  - 部門賞の表彰はダイジェスト形式で放送された。
  - エスコートガールは、4回目の出演の滝沢彩華[20][21][22]、3回目の佐藤あずさ[23][24]、そして くぼたみか[25]、ほか。

## 第88回
欽ちゃん&香取慎吾の第88回全日本仮装大賞
- 放送日 - 2012年5月5日(土)19:00 - 20:54 ※全都道府県のデジタル完全移行後初の回
- 収録日 - 2012年4月29日(日)
- 会場 - 東京・東京ドームシティホール
- ナレーター（仮装） - 堀敏彦（アンパンマン）
- 欽ちゃん&香取慎吾の仮装 - 原辰徳（欽ちゃん）、ダルビッシュ有（香取慎吾）
- 審査員 - 仮装
  - 関根勤 - 北斗の拳のケンシロウ
  - 中川翔子 - エヴァンゲリオンシリーズのアスカ・ラングレー※プラグスーツの衣装
  - オードリー - ゲゲゲの鬼太郎（若林正恭）、目玉おやじ（春日俊彰）
  - 南野陽子 - スター・ウォーズ・シリーズのレイア姫
  - 尾木直樹 - トイ・ストーリーのウッディ・プライド
  - 高橋尚子 - リボンの騎士のサファイア
  - 茂木健一郎 - くまのプーさん
  - 山口もえ - 風の谷のナウシカ
  - 桝太一 - ハリーポッター
  - 柴田理恵 - アニー

作品について
- 応募総数 - ?組
- 出場 - 29組
- 合格 - 26組
- 満点 - 11組
- 合格率 - 89.66%
- 満点率 - 37.93%

- 合格点 - 20点満点中15点以上
- 最高点 - 20点
- 最低点 - 9点
- 平均点 - 17.72点

| No. | 作品                               |   | 点数 | 賞             | 備考 |
| --- | ---------------------------------- | - | ---- | -------------- | --- |
| 1   | 世界に架ける虹                     | ○ | 20点 |                | 女の子たちがブリッジで、世界の国々にかかる様を表現。第86回から3大会連続でトップバッター20点満点                                    |
| 2   | 流れ星                             | ○ | 16点 |                | 剣道の素振りの動きで流れ星を再現。14点から繰り上げ合格                                                                             |
| 3   | プロポーズ                         | ○ | 17点 |                | 花束を持った男の子が一瞬で、プロポーズ相手の女の子に変身する。                                                                     |
| 4   | トンカツを揚げよう                 | ○ | 19点 |                | |
| 5   | 仮面ライダー                       | ○ | 20点 | 演技賞         | |
| 6   | スパイダーマン                     | ○ | 19点 |                | |
| 7   | 顔面オーケストラ                   | ○ | 16点 |                | 顔面に楽器の絵を貼り、顔の部位を動かてオーケストラを奏でる。                                                                       |
| 8   | 過去に向かって落ちるフリーフォール | ○ | 18点 |                | 数メートルの布に様々な時代の絵を描き、それをたぐりよせながら、フリーフォールがタイムスリップするさまを表現。17点からトーク中に+1点 |
| 9   | バスケットボールの練習             |   | 09点 |                | 出演:平成ノブシコブシ |
| 10  | カツオの一本釣り                   | ○ | 16点 |                | |
| 11  | 南極物語                           | ○ | 19点 |                | 男性が一人で、南極物語の再会のシーンを表現                                                                                         |
| 12  | お父さんのメガネ                   | ○ | 20点 | アイデア賞     | |
| 13  | マイケル・ジャクソン               | ○ | 20点 |                | 出演:ガベジ 17点からトーク中に+3点                                                                                                 |
| 14  | 海釣り                             | ○ | 20点 | 第3位          | |
| 15  | 酔っぱらっちゃった                 | ○ | 20点 | 優勝           | 出場者の中に後にアイドル「ドキドキハキミノセイ」になる望月るか。                                                                   |
| 16  | でんじろう先生のサイエンスクジラ   | ○ | 19点 |                | |
| 17  | 笑点で地図記号                     | ○ | 20点 | ユーモア賞     | |
| 18  | 湖に映る夜の光                     | ○ | 18点 |                | スパンコールを装飾した磁石を大量に使い、湖に映る月や花火の光を幻想的に表現。                                                       |
| 19  | 演歌でオリンピック競技             | ○ | 17点 |                | 演歌のヒット曲に合わせて、オリンピック競技を駄洒落で表現。第58,85回優勝組                                                          |
| 20  | いちごミルクを作ろう               |   | 14点 |                | 13点からトーク中に+1点 |
| 21  | ミタさんの髪へん毛                 | ○ | 17点 |                | |
| 22  | 家政婦ロボットのミタ               | ○ | 15点 |                | |
| 23  | 忍法!竹タップ                      | ○ | 20点 | 準優勝         | |
| 24  | パンダの曲芸                       | ○ | 17点 |                | 男性が横並びになってパンダに扮することで、パンダが曲芸をするさまを再現。                                                           |
| 25  | 虫の声                             |   | 10点 |                | 虫の声の歌詞をダジャレでバカバカしく表現。第50回「バッティングセンター」を演じた男性の作品。                                       |
| 26  | テトリス                           | ○ | 20点 | 技術賞         | 19点からトーク中に+1点(後述) |
| 27  | 岬の灯台                           | ○ | 20点 | ファンタジー賞 | |
| 28  | 北欧の夜汽車                       | ○ | 18点 |                | タオルで背中を洗う動きで夜汽車の煙を表現。16点からトーク中に+2点                                                                   |
| 29  | Mr.マリックのハンドパワー仮装      | ○ | 20点 |                | 出演:Mr.マリック 18点からトーク中に+2点                                                                                            |

優勝 - 15番 酔っぱらっちゃった
居酒屋から泥酔して出てきたサラリーマンがふらつく様を、姉弟が不安定な三点倒立で表現。23番「忍法!竹タップ」の優勝が予想された中での本作品の優勝で、会場に驚きを与えた。茂木健一郎が絶賛。シンプルなアイデアで面白い作品を作るという点が評価理由となった。
準優勝 - 23番 忍法!竹タップ
竹を使い、忍者がキレのあるタップをする。第69回29番・優勝「ピンポン」のアイデアをベースに疾走感や躍動感を加えたような作品。
第3位 - 14番 海釣り
船上で巨大なカジキを釣る様子を親子でダイナミックに表現。表彰式では父親が涙ぐむ一幕も。
技術賞 - 26番 テトリス
テトリスを積み上げ、最後に全てのブロックが消えるまでの過程を上からの視点で表現。当初は19点だったが、柴田がインタビュー中に加点し満点となった。
ファンタジー賞 - 27番 岬の灯台
体力系仮装。プロレス技のジャイアントスイングで灯台の灯りをユーモラスに表現。
ユーモア賞 - 17番 笑点で地図記号
前回の第87回26番「交通標識」を演じた一般小学生（当時）チームの作品。笑点のテーマ曲に合わせて地図記号をコミカルに表現。
演技賞 - 5番 仮面ライダー
赤ちゃんが仮面ライダーになり、敵をやっつける。
アイデア賞 - 12番 お父さんのメガネ
娘が生まれてから結婚していくまでの人生を父親の眼鏡から表現した感動の作品。
- その他備考
  - 5月に放送された最後の回。
  - 16番のインタビュー中、香取が作品セットの中に侵入しセットを破壊。
  - 全作品終了後に優勝作品名作メドレーを選り抜きで放送した。
  - 全ての賞を満点作品が独占するのは、第79,86回に続いて通算3度目。
  - エスコートガールは、5回目の出演の滝沢彩華[26]、4回目の 佐藤あずさ[27][28]、伊藤千依乃[29]、桜井未来[30][31][32]。

## 第89回
欽ちゃん&香取慎吾の第89回全日本仮装大賞
- 放送日 - 2013年1月12日(土)19:00 - 20:54
- 収録日 - 2013年1月6日(日)
- 会場 - 東京・東京ドームシティホール
- ナレーター(仮装) - 堀敏彦(新潟県のゆるキャラ、トッキッキー)
- 欽ちゃん&香取慎吾の仮装 - タキシード(正装)
- 審査員 - 仮装
  - 柴田理恵 - 千と千尋の神隠しの湯婆婆
  - 福田彩乃 - パイレーツ・オブ・カリビアンの女海賊・アンジェリカ
  - スギちゃん - 自前のワイルドなタキシード
  - 吉田沙保里 - ベルサイユのばらのオスカル
  - 徳光和夫 - ドカベンの山田太郎
  - 高橋尚子 - ピーター・パンのティンカー・ベル
  - 片岡鶴太郎 - 男はつらいよの車寅次郎
  - ローラ - シンデレラ
  - 上重聡 - 妖怪人間ベム
  - 田中誠 ※読売新聞 - パイレーツ・オブ・カリビアンのジャック・スパロウ

作品について
- 応募総数 - 4634組
- 出場 - 29組
- 合格 - 27組
- 満点 - 9組
- 合格率 - 93.10%
- 満点率 - 31.03%

- 合格点 - 20点満点中15点以上
- 最高点 - 20点
- 最低点 - 10点
- 平均点 - 17.97点
- 視聴者投票参加人数 - 86886人

| No. | 作品                       |   | 点数 | 賞              | 備考 |
| --- | -------------------------- | - | ---- | --------------- | --- |
| 1   | 原監督の胴上げ             | ○ | 17点 |                 | |
| 2   | 部活でお弁当               | ○ | 20点 |                 | |
| 3   | 目玉ギョロギョロ           | ○ | 19点 |                 | 双子の兄妹が顔を黒目に見立て、目で様々なものを追う様子を息ぴったりに表現。                                                                 |
| 4   | UFO                        | ○ | 18点 |                 | 180度開脚で、UFOから宇宙人が降りてくるさまを表現。17点からトーク中に+1点                                                                   |
| 5   | 大工道具でオリンピック     | ○ | 20点 | 演技賞          | |
| 6   | フードファイター           | ○ | 18点 |                 | |
| 7   | 懐かしき昭和               | ○ | 20点 | アイデア賞      | |
| 8   | 長い棒と短い棒             | ○ | 20点 |                 | 親子が全身黒タイツで様々な漢字を表現。第87回に棄権したチームの作品                                                                         |
| 9   | 耕運機でおめでとう         | ○ | 20点 | 優勝            | 今大会最年長の72歳による作品 |
| 10  | ウサギとカメ               | ○ | 16点 |                 | |
| 11  | カメレオン                 | ○ | 19点 |                 | 18点からトーク中に+1点 |
| 12  | 水切り遊び                 | ○ | 15点 |                 | |
| 13  | ピンポン                   | ○ | 19点 |                 | |
| 14  | 卓球のラリー               |   | 10点 |                 | 第88回14番・第3位「海釣り」の演者による作品。卓球の対決を一人二役で表現                                                                    |
| 15  | おばあちゃんのオリンピック | ○ | 15点 |                 | |
| 16  | クツでシンデレラ           | ○ | 19点 |                 | シンデレラの物語を靴だけで表現した作品。第75回31番・優勝「足跡で忠臣蔵」を参考にしたような作品                                             |
| 17  | 食べ物でGO                 | ○ | 17点 |                 | 第58,85回優勝組 |
| 18  | 茶の心得                   |   | 12点 |                 | |
| 19  | 炭火焼き                   | ○ | 16点 |                 | |
| 20  | ダチョウでマハラジャ       | ○ | 19点 | ファンタジー賞  | インド人初参加 |
| 21  | 信号待ち                   | ○ | 17点 |                 | 10点から繰り上げ合格 |
| 22  | スギちゃん姉弟             | ○ | 20点 | 第3位           | |
| 23  | 電話今昔物語               | ○ | 19点 |                 | ダイヤル式→プッシュホン→ポケベル→ガラケー→スマホの順で、電話の歴史を表現。小学校のお母さん方による作品で、ラブストーリーの展開で演技が進む |
| 24  | 人魚姫                     | ○ | 20点 | 準優勝+視聴者賞 | 視聴者投票第1位:48400点 第38回優勝組 |
| 25  | ありえない体操             | ○ | 18点 |                 | 視聴者投票第3位:47674点 出演:COWCOW 17点からトーク中に+1点                                                                                 |
| 26  | 泥棒                       | ○ | 19点 | 技術賞          | 視聴者投票第2位:48229点 |
| 27  | √(ルート)                  | ○ | 20点 | ユーモア賞      | |
| 28  | 蚊の決闘                   | ○ | 19点 |                 | 出演:ガベジ（3大会連続出場）パントマイムの手法で、蚊が血をめぐって争うさまをコミカルに表現。17点からトーク中に+2点                         |
| 29  | ゲレンデの妖精たち         | ○ | 20点 |                 | スポーツフラッグで、ゲレンデを滑走するスキーヤーを表現。                                                                                   |

優勝 - 9番 耕運機でおめでとう
第85回9番「工事現場で大相撲」や第86回10番「東京見物」の演者が鍋つかみを使い、畑に見立てた茶色いビニールシートに白い粉を撒いていき、最後には大きな巳が登場する。今大会の最年長である72歳の出場者による作品。
準優勝+視聴者賞 - 24番 人魚姫
第83回13番「不思議の国のアリス」や第85回20番「ピノキオ」、第93回28番「眠れる森の姫」を演じた主婦の童話シリーズ作品。ディズニー版をベースにしているため人魚姫と王子が結ばれる結末になっている。
第3位 - 22番 スギちゃん姉弟
スギちゃんのギャグ「ワイルドだろ〜」に乗せて、姉弟がコミカルなダジャレで仮装する。
技術賞 - 26番 泥棒
泥棒が金塊を盗むまでの過程をトリッキーに表現。第87回22番「のぞき穴から見た景色」と第97回14番「レンガ職人」で第89回と同じ賞を獲得する。
ファンタジー賞 - 20番 ダチョウでマハラジャ
人間たちが重なり合うことで、ダチョウが華麗なマハラジャを踊る。番組史上初インド人による仮装。
ユーモア賞 - 27番 √(ルート)
男性が自分で書いた絵を使い、オリジナルの√の覚え方をバカバカしく表現。
演技賞 - 5番 大工道具でオリンピック
少年が本物と作り物の大工道具をそれぞれ駆使し、オリンピックの様々な競技を再現。第85回6番・準優勝「ただ今工事中」を演じた少年による作品。
アイデア賞 - 7番 懐かしき昭和
おばあちゃんがユーモラスにミシン・蓄音機・かまどに仮装する。第96回27番「ストーブの歴史」で演技賞を獲得する。
- その他備考
  - 第79回以来5年ぶりに1月での収録となった。
  - 第86回から司会者と審査員の仮装が復活したが、この回の欽ちゃんと香取慎吾は正装で出演。
  - 番組初の試みとして、視聴者生投票を実施。その得票数ベスト3が番組の最後に発表された。結果は24-26番と終盤に独占する形となった。このパートは生放送部分で堀のナレーションで紹介。
  - 各賞に「視聴者賞」が設置される。視聴者生投票で最も多くの票を獲得した作品に賞金10万円と盾が送られる。
  - NHKと日本テレビの共同制作番組『NHK×日テレ 60番勝負』の企画で、NHK津放送局藤本洋平ディレクターがこの回の放送スタッフとして加わり、その様子が2月1日の同番組内で放送された。
  - エスコートガールは前回と同じ[33]、チーフの滝沢彩華（6回目の出演）[34]、佐藤あずさ（5回目）[35][36]、桜井未来[37]、伊藤千依乃。

## 第90回
欽ちゃん&香取慎吾の第90回全日本仮装大賞
- 放送日 - 2013年4月29日(月)19:00 - 20:54
- 収録日 - 2013年4月21日(日)
- 会場 - 東京・東京ドームシティホール
- ナレーター(仮装) - 堀敏彦(くす玉)
- 欽ちゃん&香取慎吾の仮装 - 長嶋茂雄(欽ちゃん)、松井秀喜(香取慎吾)
- 審査員 - 仮装
  - 関根勤 - エルヴィス・プレスリー
  - ローラ - 「アラジン」のジャスミン
  - 玉森裕太 - ルパン三世
  - 陣内貴美子 - 「パイレーツ・オブ・カリビアン」の女海賊・アンジェリカ
  - 徳光和夫 - 「巨人の星」の星飛雄馬
  - 高畑淳子 - マリー・アントワネット
  - 蛍原徹 - 江戸川コナン
  - 平愛梨 - 「美女と野獣」のベル
  - 中舘健太 ※オリコンニュース - 「パイレーツ・オブ・カリビアン」のジャック・スパロウ
  - 宮路美穂 ※スポーツ報知 - 「ベルサイユのばら」のオスカル

作品について
- 応募総数 - 3715組
- 出場 - 30組(内1組欠場)
- 合格 - 23組
- 満点 - 13組
- 合格率 - 76.67%
- 満点率 - 43.33%

- 合格点 - 20点満点中15点以上
- 最高点 - 20点
- 最低点 - 9点
- 平均点 - 17.66点
- 視聴者投票参加人数 - 82721人

| No. | 作品                       |   | 点数 | 視聴者投票 | 賞                      | 備考 |
| --- | -------------------------- | - | ---- | ---------- | ----------------------- | --- |
| 1   | ともえ投げ                 | ○ | 20点 | 10788点    |                         | 園児の女の子が自分の父親を巴投げで投げ飛ばしているように見せたトリック仮装                                                   |
| 2   | 白いもの                   | ○ | 18点 | 25233点    |                         | |
| 3   | キリンとのデッドヒート     | ○ | 17点 | 25623点    |                         | |
| 4   | 相撲                       | ○ | 19点 | 27046点    | ユーモア賞              | |
| 5   | 女子スキージャンプ         | ○ | 18点 | 27339点    |                         | |
| 6   | つけまつ毛                 | ○ | 18点 | 24009点    |                         | 出演:カラーポワント |
| 7   | すれちがい                 | ○ | 20点 | 17194点    | アイデア賞              | |
| 8   | 姫とランプの精             |   | 13点 | 32501点    |                         | 出演:はしのえみ・勝俣州和 |
| 9   | インディ・ジョーンズ       | ○ | 20点 | 38622点    | 努力賞                  | 19点からトーク中に+1点 |
| 10  | 太鼓の達人                 | ○ | 19点 | 31598点    |                         | |
| 11  | 白塗りの顔                 | ○ | 19点 | 34041点    |                         | 男の子たちがゴールデンボンバーの『女々しくて』に乗せて白塗りの有名人たちを表現。                                             |
| 12  | 自家製ウインナー           | ○ | 20点 | 30353点    |                         | 赤い布の中で演者が動くことで、ソーセージを作る様を表現。                                                                     |
| 13  | ロケット発射               |   | 11点 | 19369点    |                         | |
| 14  | スーパーマン               | ○ | 16点 | 31756点    |                         | |
| 15  | ズボンのボタンの気持ち     |   | 09点 | 24664点    |                         | 出演:原口あきまさ・Hi-Hi・ハッポゥくん                                                                                       |
| 16  | カニのソーラン節           | ○ | 20点 | 31200点    |                         | 18点からトーク中に+2点 |
| 17  | ウォーリーを探せ!          | ○ | 16点 | 31339点    |                         | |
| 18  | カヌー                     | ○ | 20点 | 43928点    | 優勝                    | |
| 19  | 歯みがきチューブ           | ○ | 18点 | 34117点    |                         | 背筋運動で歯磨き粉を歯ブラシにつけるさまを表現。                                                                             |
| 20  | ダイオウイカ               |   | 13点 | 36721点    |                         | 出演:濱口優と芸人たち |
| 21  | ブザービート               |   | 14点 | 27533点    |                         | 第81回5番「世界のクギ」(6点)以来4年ぶりの不合格                                                                              |
| 22  | 空飛ぶじゅうたん           | ○ | 20点 | 41854点    |                         | 18点からトーク中に+2点 |
| 23  | (作品名不明)               |   |      |            |                         | 出場者の1人が高熱のため欠場                                                                                                  |
| 24  | お引越し                   | ○ | 20点 | 43785点    | 技術賞                  | 第86回優勝組 |
| 25  | 津軽三味線                 | ○ | 20点 | 50524点    | 準優勝                  | 視聴者投票第3位 出場者の中に当時大学生の畑下由佳（日本テレビアナウンサー）                                                   |
| 26  | お出かけ前のアルファベット |   | 14点 | 32883点    |                         | アルファベットをアクセサリーに見立て、外出前のおめかしを表現                                                                 |
| 27  | 視力検査                   | ○ | 20点 | 41549点    | 演技賞                  | |
| 28  | 自由の女神                 | ○ | 20点 | 52891点    | 第3位                   | 視聴者投票第2位 出演:梶原比出樹チーム                                                                                        |
| 29  | 全自動ロッキングチェア     | ○ | 20点 | 44301点    |                         | 二人の男性が体をうねらせることで、全自動で激しく動くロッキングチェアを再現。第39回19番・優勝「心電図」を参考にしたような作品 |
| 30  | イルカショー               | ○ | 20点 | 53764点    | ファンタジー賞+視聴者賞 | 視聴者投票第1位 |

優勝 - 18番 カヌー
水に扮した人が「ころ」となることで、カヌー競技を表現した体力作品。第11回41番「スキー」のアレンジ版。
準優勝 - 25番 津軽三味線
頭上に作り物の頭をつけ、自らが三味線となることで、三味線を弾く様子を表現。1人から次々と人数が増えて賑やかになっていく。
第3位 - 28番 自由の女神
「自由の女神が動きだし世界旅行をする」という物語を黒子で表現。最多優勝チームによる作品。
技術賞 - 24番 お引越し
引っ越し用の段ボール箱の中から、子供が2人登場するトリック仮装。第86回優勝者の作品。
ファンタジー賞+視聴者賞 - 30番 イルカショー
BMXのアクロバットで、イルカの大ジャンプを再現。
努力賞 - 9番 インディ・ジョーンズ
インディ・ジョーンズの映画の世界を再現。第83,92回で準優勝し、第96回で第3位、第87,89,97回で技術賞を獲得する。
ユーモア賞 - 4番 相撲
力士の動きを、男性一人が尻を使って表現。受賞した作品で唯一満点ではない。この男性は表彰式の時にこの日が誕生日と語っている。
演技賞 - 27番 視力検査
第89回5番「大工道具でオリンピック」で演技賞を受賞した一般小学生の男の子（当時）が演じた。ランドルト環に扮し、視力検査を表現。
アイデア賞 - 7番 すれちがい
第86回15番「満員電車」のリメイク版で同じ家族が演じた。すれちがいの様を空想的に表現。
- その他備考
  - 第66回以来11年振りの4月放送。
  - オープニングでの審査員紹介の際、画面右側に仮装の全身写真をその都度表示。
  - 第86回から放送されていた材料紹介VTRが廃止される。
  - 8番「姫とランプの精」で不合格第1号となった勝俣州和とはしのえみは、以降の不合格となった芸能人に対し退場を促す役割を担当。
  - 23番の欠場を告知する際に、演技する予定だった4歳の男の子の名前を香取が適当に言ってしまうハプニングが発生。その男の子は第91回に1番で出場。
  - 27番「視力検査」の少年の演技で史上初めてステージ奥ぎりぎりまで使用。
  - 常連の第58,85回優勝者が本選に出場できなかったのは第69回以来10年ぶり。
  - 15点が1組も出なかった。
  - 努力賞が第80回以来5年振りに復活。
  - エスコートガールは、チーフの滝沢彩華（7回目の出演）[39][40]、佐藤あずさ（6回目）[41]、伊藤千依乃、黒崎可奈（初出演）。
  - 最後の春大会であり、第91回から年1回放送（1月または2月）へと切り替わる。
  - 第86回から復活した司会者と審査員の仮装（第89回の司会者は正装）はこの回をもって最後となる。